# 寺崎裕香
寺崎 裕香（てらさき ゆか、1983年8月4日 - ）は、日本の声優、女優、歌手。熊本県出身。賢プロダクション所属。既婚。
代表作に『遊☆戯☆王5D's』（龍可）、『NISSAN あ、安部礼司〜BEYOND THE AVERAGE』（南総サトミ→飯野サトミ）、『イナズマイレブン』シリーズ（松風天馬、日和正勝）、『ワラッチャオ!』（2代目お姉さん）、『機動戦士ガンダム 鉄血のオルフェンズ』（クーデリア・藍那・バーンスタイン）、『FBI: 特別捜査班』（クリステン・チャザル）がある。

## 経歴
小学生3年生の頃から、地元の養成所で芝居、歌、ダンスを学び、年に一回の舞台公演やテレビCM、広告などのお仕事を子役として始める。元々は歌手志望で、学生の頃は地元の事務所に所属しユニットを組んでいた。しかし、NHK福岡のラジオドラマに出演したのをきっかけに芝居の面白さに気付き、女優を目指して高校卒業後は東京に上京。大学に通いつつ幼児教育を学びながら映像の仕事を中心に活動していた。とあるミュージカルのオーディションの審査員側にいた人物から「声が面白いから声優をやってみないか」と誘われ、声優業にも力を入れるようになった。
2012年、第6回声優アワードにてシナジー賞（『イナズマイレブン』シリーズ）を受賞。
2012年8月1日にCDデビューすることが自身のブログにて発表された。
2015年4月5日放送分から2017年3月26日の番組終了まで、桑子真帆の後任としてNHK BSプレミアム『ワラッチャオ!』のお姉さんを務める。
2015年5月24日に渋谷TAKE OFF 7にて開催された「わしみず〜東京オリンピック対決〜」に、自身初となる作詞作曲をした「手紙」でエントリー。鷲崎健「オリンピックラブ〜恋の金メダル〜」、清水香里「一輪の花」を相手に優勝を果たした。
2016年4月24日、友人の植野堀誠と、同年4月14日に寺崎の地元で発生した熊本地震の義援金を集めるため、チャリティーフリーマーケットを主催した。
2016年、『機動戦士ガンダム 鉄血のオルフェンズ』のTシャツ、ポーチなどグッズのデザインをプロデュースし、バンダイの公式ショッピングサイト「プレミアムバンダイ」で発売された。
2017年4月3日、自身のブログにおいて2016年に結婚していたことと妊娠を発表。同年8月4日に男児の出産を発表した。
2022年3月31日付で尾木プロ THE NEXTを退所し、4月1日から賢プロダクションに所属。
2024年10月7日、銀座熊本館で開催された「熊本県ミニレクチャー会2024」にスペシャルゲストとして登場。地元熊本への愛を語った。

## 人物・エピソード
初主演作『イナズマイレブンGO』では、「この子のオーディションを受けるよ」とマネージャーに松風天馬のキャラ絵を渡された際に一目惚れし、絶対この子を演じたいと思ったという。周囲から天馬に似てるとよく言われている。
趣味は風景写真を撮る、観劇、少女漫画を読む、愛猫で喫猫。特技は着付け。大学の専攻は幼児教育学科だった為、幼稚園教諭一種の免許を取得している。「高い学費を払うのなら免許は取っておこう」といい、「子供は好きだったし、大学に行くのなら幼稚園の免許を取っておこう、ふれあえる仕事もできるだろう」「実践の中でなければ学べない事は多い」と思い、実習の多い大学を選ぶ。
妹がおり、小さい子供が周囲におり、商店街で暮らしていたということもあり、同じ商店街の友人の弟、妹とも皆で遊んでいたという。

## 出演
太字はメインキャラクター。

### テレビアニメ
2006年
- おねがいマイメロディ 〜くるくるシャッフル!〜（香取恵）
- 人造昆虫カブトボーグ V×V（2006年 - 2007年、龍昇リンリン）
- 僕等がいた（タカちゃん）
- 妖怪人間ベム（第2作）（子供）

2007年
- 家庭教師ヒットマンREBORN!（バジル、アルフィン）
- ゴーストハント（女子生徒）
- この青空に約束を― 〜ようこそつぐみ寮へ〜（三島千代）
- 猫の集会（娘、チョビ）
- Myself ; Yourself（校内放送、生徒会役員、店員、女生徒）

2008年
- とある魔術の禁書目録（2008年 - 2019年、ミーシャ＝クロイツェフ / サーシャ＝クロイツェフ） - 3シリーズ
- 遊☆戯☆王5D's（2008年 - 2011年、龍可）

2009年
- おじゃる丸（チャコ）
- 続 夏目友人帳（霧葉）

2011年
- UN-GO（平戸葉子）
- イナズマイレブンGO（2011年 - 2014年、松風天馬） - 3シリーズ
- それいけ!アンパンマン（ほのおくん〈7代目〉、ギョーザくん〈2代目〉、カモメくん〈2代目〉、はるまきぼうや〈4代目〉）
- ちはやふる（2011年 - 2020年、綿谷新〈小学生〉、梨理華の母、係員、チビ新） - 3シリーズ

2012年
- クッキンアイドル アイ!マイ!まいん!（メンメン）
- スマイルプリキュア!（緑川けいた）
- 戦国コレクション（Rosary）
- たまごっち!（2012年 - 2014年、さんだーっち、もてっち） - 2シリーズ
- 夏色キセキ（沖山小晴）
- HUNTER×HUNTER（第2作）（ズシ、受付嬢）
- ポケットモンスター ベストウイッシュ シーズン2（2012年 - 2013年、クリス、トニー）
- ルパン三世 東方見聞録 〜アナザーページ〜（留美）

2013年
- 獣旋バトル モンスーノ（タンゴ）
- 翠星のガルガンティア（ベベル）
- 戦勇。（ツヴァイ）
- ドキドキ!プリキュア（2013年 - 2014年、ラケル、森ハルナ）
- ポケットモンスター XY（2014年 - 2016年、ヤヤコマ→ヒノヤコマ、コルニ、ルクシオ、オンバット、ムチュール、ヤンチャム、ハリさん 他） - 2シリーズ + 特別編1作品
- ムシブギョー（仁兵衛・幼少期）
- 恋愛ラボ（倉橋蓮太郎）

2014年
- それでも世界は美しい（カラ）
- パックワールド（パック）
- 棺姫のチャイカ（トール〈子供時代〉）
- 魔法少女大戦（有明煉華）

2015年
- 俺物語!!（砂川誠〈幼少期〉）
- かみさまみならい ヒミツのここたま（2015年 - 2018年、四葉まこと、とくまる、青山晴、高村陽子）
- 機動戦士ガンダム 鉄血のオルフェンズ（2015年 - 2017年、クーデリア・藍那・バーンスタイン） - 2シリーズ
- クレヨンしんちゃん（2015年 - 2022年、二子玉川カズヤ、タクヤくん、客A、合金集人、女子高生A）
- 四月は君の嘘（三池俊也）
- 食戟のソーマ（2015年 - 2016年、四宮母） - 2シリーズ
- ダンジョンに出会いを求めるのは間違っているだろうか（2015年 - 2025年、ヘファイストス） - 6シリーズ
- 団地ともお（ナオト）
- ラララ ララちゃん（2015年 - 2018年、イオ、ペック） - 4シリーズ
- 名探偵コナン（2015年 - 2024年、女性スタッフB、松本幸大、蝶野政子、貸山トモミ、アラン・カッセル）

2016年
- キズナイーバー（高城千鳥）
- NARUTO -ナルト- 疾風伝（うちはイタチ〈幼少期〉）
- パズドラクロス（2016年 - 2018年、チャロ）
- ブブキ・ブランキ（一希東〈子供〉）
- マクロスΔ（ハインツ・ネーリッヒ・ウィンダミア）
- モンスターハンター ストーリーズ RIDE ON（ポポラ）
- WWW.WORKING!!（村主悟）

2017年
- なめこ〜せかいのともだち〜（なめコーン）
- チェインクロニクル 〜ヘクセイタスの閃〜（アルドラ）
- ガヴリールドロップアウト（サターニャ弟）
- ゲーマーズ!（紗理奈）

2018年
- ドラえもん（テレビ朝日版第2期）（2018年 - 2021年、トム、男の子、羽虫、野比のび太〈3歳〉）
- スナックワールド（グラス）
- イナズマイレブン アレスの天秤（2018年 - 2019年、日和正勝、無敵ヶ原富士丸 / 李子文 / リ・ハオ） - 2シリーズ
- Cutie Honey Universe（早見順平）
- 若おかみは小学生!（馬渕なるか）
- Free!-Dive to the Future-（倉本岬）
- パズドラ（2018年 - 2020年、ナギサ、大和田静香）
- やがて君になる（日向朱里）

2019年
- revisions リヴィジョンズ（泉海香苗）
- どろろ（タケ）
- 魔法少女特殊戦あすか（ギース）
- BORUTO-ボルト- -NARUTO NEXT GENERATIONS-（2019年 - 2020年、うちはイタチ〈幼少期〉、糸引ナットウ）
- えんどろ〜!（ドードー）
- Dr.STONE（2019年 - 2021年、司〈幼少期〉） - 2シリーズ

2020年
- なつなぐ!（千葉小百合、大学の友人B、男子中学生A、駄菓子屋のおばあちゃん、楠ハル）
- うちタマ?! 〜うちのタマ知りませんか?〜（岡本たけし）
- ポケットモンスター（2019）（2020年 - 2021年、クリオ、コルニ）
- ミュークルドリーミー（2020年 - 2021年、ゆめママ） - 2シリーズ
- アルテ（ジモ）
- 炎炎ノ消防隊（2020年 - 2025年、アーサー〈幼少期〉） - 2シリーズ
- アクダマドライブ（警備ロボ）
- ふしぎ駄菓子屋 銭天堂（大熊翔平）
- いわかける! - Sport Climbing Girls -（新島香）

2021年
- ホリミヤ（2021年 - 2023年、堀創太） - 2シリーズ
- 新幹線変形ロボ シンカリオンZ（2021年 - 2022年、大曲ハナビ）
- かげきしょうじょ!!（竹井朋美）
- SHAMAN KING（ゾリャー・ガガーリク）
- 見える子ちゃん（幼い善）

2022年
- もっと!まじめにふまじめ かいけつゾロリ（コーディ）
- メイドインアビス 烈日の黄金郷（ヴエコ）

2023年
- スキップとローファー（江頭ミカ）
- ポケットモンスター (2023)（2023年 - 2025年、ロイ）
- 七つの魔剣が支配する（クロエ＝ハルフォード）
- AIの遺電子（MICHI）
- はめつのおうこく（アドニス〈幼少期〉）
- シャングリラ・フロンティア（2023年 - 2025年、ドラゴンフライ、秋津茜） - 2シリーズ

2024年
- 多数欠（皇帝〈柳陽翔〉）
- 逃げ上手の若君（北条邦時）
- ブルーロック VS. U-20 JAPAN（糸師凛〈幼少期〉）

2025年
- 科学×冒険サバイバル!（ジュール）
- 鬼人幻燈抄（はつ）
- 出禁のモグラ（ミヤ）

### 劇場アニメ
2007年
- 秒速5センチメートル

2010年
- 10thアニバーサリー 劇場版 遊☆戯☆王 〜超融合!時空を越えた絆〜（龍可）
- プランゼット（佐河佳織）

2011年
- 劇場版イナズマイレブンGO 究極の絆 グリフォン（松風天馬）
- 星を追う子ども（ミキ）

2012年
- 劇場版イナズマイレブンGO vs ダンボール戦機W（松風天馬）
- マジック・ツリーハウス（テディ）

2013年
- 映画 ドキドキ!プリキュア マナ結婚!!?未来につなぐ希望のドレス（ラケル）
- 映画 プリキュアオールスターズNewStage2 こころのともだち（ラケル）
- 劇場版 HUNTER×HUNTER -The LAST MISSION-（ズシ）
- 言の葉の庭（タカオの兄の彼女）

2014年
- イナズマイレブン 超次元ドリームマッチ（松風天馬）
- ピカチュウ、これなんのカギ?（オンバット）

2015年
- アキの奏で（子供尚人）
- 映画 妖怪ウォッチ エンマ大王と5つの物語だニャン!（ユウト）
- ピカチュウとポケモンおんがくたい（ヒノヤコマ）

2016年
- 君の名は。
- ポケモン・ザ・ムービーXY&Z ボルケニオンと機巧のマギアナ（マギアナ）
- ルドルフとイッパイアッテナ（ルドルフの弟）

2017年
- 特別版 Free!-Take Your Marks-（倉本岬）

2018年
- 劇場版マクロスΔ 激情のワルキューレ（ハインツ・ネーリッヒ・ウィンダミア）

2019年
- 僕のヒーローアカデミア THE MOVIE ヒーローズ:ライジング（活真）

2020年
- 劇場版 Fate/Grand Order -神聖円卓領域キャメロット- 前編 Wandering; Agateram（サリア）

2024年
- トラペジウム（東まい）
- ゼーガペインSTA（セフト）

### OVA
2008年
- 遊☆戯☆王5D's 進化する決闘! スターダストVSレッド・デーモンズ（龍可）

2013年
- 翠星のガルガンティア 14話（ベベル） - Blu-ray BOX 1特典

2014年
- エリートジャック!!（江原シュリ） - ちゃお9月号付属DVD
- 翠星のガルガンティア 〜めぐる航路、遥か〜（ベベル） - 劇場先行上映

2014年
- チェインクロニクル 〜ショートアニメ〜（マリナ、アルドラ）

2015年
- ろぼっとアトム（ポール）

2016年
- ダンジョンに出会いを求めるのは間違っているだろうか（2016年 - 2021年、ヘファイストス） - 2シリーズ

2024年
- コードギアス 奪還のロゼ（ナタリア・ルクセンブルグ）

### Webアニメ
- ラララ ララちゃん（2015年、イオ、ペック）
- オニズシ（2016年、カエデ、ブロガー）
- ぽかぽかマグマッグハウス（2021年、母[68]）
- 範馬刃牙（2021年、フリオ）
- PLUTO（2023年、ロビー妻）
- ムーンライズ（2025年、ゾワン[69]）

### ゲーム
- 家庭教師ヒットマンREBORN! シリーズ（バジル）

2008年
- 牧場物語 ようこそ!風のバザールへ（主人公〈女〉、アギ）

2009年
- サンデーVSマガジン 集結!頂上大決戦
- 追憶の向こう側（鹿野深月）
- 遊☆戯☆王デュエルモンスターズ シリーズ（2009年 - 2011年、龍可） - 5作品

2011年
- イナズマイレブン ストライカーズ（2011年 - 2012年、松風天馬） - 3作品
- イナズマイレブンGO（2011年 - 2013年、松風天馬） - 3作品
- とある魔術の禁書目録（サーシャ＝クロイツェフ）

2012年
- HUNTER×HUNTER ワンダーアドベンチャー（ズシ）

2013年
- 英国探偵ミステリア（アビゲイル・ハドソン〈ミス・ハドソン〉）
- ダンボール戦機ウォーズ（松風テンマ）

2014年
- 大乱闘スマッシュブラザーズシリーズ（2014年 - 2018年、ケルディオ、メロエッタ、ヤヤコマ） - 3作品
- 超女神信仰 ノワール 激神ブラックハート（ブロッサ・藍染）
- 不思議の幻想郷3PLUS（レイセン）
- 魔法少女大戦 ZANBATSU（れん）

2015年
- 不思議の幻想郷 -THE TOWER OF DESIRE-（レイセン）

2016年
- あんさんぶるガールズ!!（桃智あすか）
- 英国探偵ミステリア The Crown（アビゲイル・ハドソン〈ミス・ハドソン〉）
- グランブルーファンタジー（2016年 - 2022年、ラグナ）
- 神撃のバハムート（バーゼント&オニオンズ）
- NOeSIS 羽化（笛吹遥）
- マクロスΔスクランブル（ハインツ・ネーリッヒ・ウィンダミア）
- トリックスター〜召喚士になりたい〜（女子高生バニー）

2017年
- ガンダムバーサス（クーデリア・藍那・バーンスタイン）

2018年
- Shadowverse（オケアノス 他）
- 機動戦士ガンダム エクストリームバーサス2（2018年 - 2025年、クーデリア・藍那・バーンスタイン） - 4作品

2019年
- 妖怪ウォッチ ぷにぷに（リ・ハオ）
- とある魔術の禁書目録 幻想収束（サーシャ＝クロイツェフ / ミーシャ＝クロイツェフ）
- 不思議の幻想郷 -ロータスラビリンス-（レイセン）
- Fate/Grand Order（2019年 - 2022年、パリス）
- スーパーロボット大戦DD（クーデリア・藍那・バーンスタイン）
- SDガンダム GGENERATION（2019年 - 2025年、クーデリア・藍那・バーンスタイン） - 2作品
- ダンジョンに出会いを求めるのは間違っているだろうか インフィニト・コンバーテ（ヘファイストス）

2020年
- 機動戦士ガンダム エクストリームバーサス マキシブースト ON（クーデリア・藍那・バーンスタイン） - PS4版
- イナズマイレブン SD（松風天馬）

2021年
- ジャックジャンヌ（立花希佐、立花継希）

2022年
- 機動戦士ガンダム 鉄血のオルフェンズG（クーデリア・藍那・バーンスタイン）

2023年
- サクライグノラムス（森蘭丸）
- ダンジョンに出会いを求めるのは間違っているだろうか バトル・クロニクル（ヘファイストス）

2024年
- プリンセスピーチ Showtime!（ステラ）
- ゼルダの伝説 知恵のかりもの

### ドラマCD
- イナズマイレブンGO ドラマCD「永遠の絆!!」（松風天馬）
- イナズマイレブンGO ドラマCD「特訓の絆!!」（松風天馬[88]）
- かげきしょうじょ!! Blu-ray 第4巻スピンオフドラマ「99期生の卒業式」（竹井朋美）
- 「機動戦士ガンダム 鉄血のオルフェンズ」EPISODE DRAMA 壱（クーデリア・藍那・バーンスタイン[89]）
- ココロ君色サクラ色（詩原太陽[25]）
- Sound Drama NOeSIS -嘘を吐いた記憶の物語-（笛吹遥[90]）
- 本好きの下剋上 ドラマCD3 -（ヴィルフリート、ユーディット[91][92]）

### ラジオドラマ
- NHK九州劇場「7月のりんご」（ヒロイン）
- TOKYO FM サンデースペシャル「しあわせウエディング・レッスン」
- TOKYO FM サンデースペシャル「すくすく子育てレッスン」
- NISSAN あ、安部礼司〜BEYOND THE AVERAGE（南総サトミ→飯野サトミ）
- FMシアター「誰が為にラジオは流る」
- FMシアター「みどりのうた」（美登里）

### 吹き替え

#### 映画（吹き替え）
- エクソシスト 信じる者（ハナ〈ノラ・マーフィー〉[93]）
- 13歳のハゲ男（トレイシー）
- ゼウス プードル救出大作戦!（ベン）
- ドミノ（ビビアン〈ケリー・フライ〉[94]）
- BLED（アーレン）
- 僕のワンダフル・ライフ（8歳のイーサン〈ブライス・ガイザー〉[95]）

#### ドラマ
- ウィロー（ジェイド〈エリン・ケリーマン〉[96]）
- FBI: 特別捜査班（クリステン・チャザル〈エボニー・ノエル〉）

#### アニメ
- DCスーパーヒーロー・ガールズ（スーパーガール）
- バービー ドリームトピア（オットー）
- もしもネズミにクッキーをあげたら（オリバー）
- スパイダーマン:フレンドリー・ネイバーフッド（メイ・パーカー）

### ラジオ
※はインターネット配信。
- 寺崎と裕香いな仲間たち♪ on the Radio（2013年 - 2015年、ソラトニワ原宿※[97]）
- 鉄華団放送局（2015年 - 2017年、ラジオ大阪・音泉※[98]）
- 裏鉄ラジオ！（2016年、V-STORAGE online※[99]）

### ラジオCD
- 鉄華団放送局 Vol.1 - 10（2016年 - 2017年）

### テレビ番組
※はインターネット配信。
- ワラッチャオ!（NHK BSプレミアム、2015年 - 2017年） - 2代目お姉さん 役[100]
- アニメマシテ（テレビ東京、2016年11月21日・28日放送分） - MC

### 映像商品
- 家庭教師ヒットマンREBORN! ボンゴレ最強のカルネヴァーレ4 RED
- 家庭教師ヒットマンREBORN! ボンゴレ究極のカルネヴァーレ!!!!!
- 家庭教師ヒットマンREBORN! ボンゴレ最強のカルネヴァーレ コレクションDVD ver.ボンゴレ VOL.1
- ミュージカル DEAR BOYS
- ニコニコミュージカル ニコニコニーコ
- ミュージカル 黒執事 地に燃えるリコリス

### 舞台
- 米米CLUB演劇部「私がオバサンになってる?!」（2006年12月） - ユキコ 役
- BQMAP page070434「Re-」（2007年4月） - ナズナ 役
- ミュージカル DEAR BOYS（2007年12月） - 杏崎沙斗未 役
- ミュージカル DEAR BOYS vs. EAST HONMOKU（2008年7月 - 8月） - 杏崎沙斗未 役
- 男×女 〜男と女のラブコメディー〜（2009年5月） - チエコ 役
- 喫茶店二人芝居 タケシとユカ「こぶ茶にメロンソーダ」（2009年11月 - 12月）
- 「男×女」第2弾（2010年7月） - 夏美 役
- 「男×女」第3弾（2011年1月） - あけみ 役
- *pnish*プロデュース「黄金仮面」（2011年2月・3月） - 女中・小雪 / 大鳥不二子 役
- ニコニコミュージカル第3弾「ニコニコニーコ」（2011年3月） - テラサキ 役
- ニコニコミュージカル第5弾「DEAR BOYS －Double Revenge－」（2011年4月 - 5月） - 杏崎沙斗未 役
- HYBRID PROJECT Vol.5「MIDNIGHT DREAM〜機械城奇譚〜（SPRING SIDE）」（2011年11月）
- #08「be-BLUE」（2012年6月6日 - 12日）
- ニコニコミュージカル第9弾「5王子とさすらいの花嫁〜ニコニコ・ニーコdue〜」（2012年9月） - テラサキ 役
- 時速246億vol.06「リボン」（東京：2012年10月、名古屋：2012年11月）
- HYBRID PROJECT Vol.10「Re-」（2013年5月 - 6月）
- 夏目友人帳 〜集い音劇の章〜（2013年9月）
- ミュージカル「黒執事」地に燃えるリコリス（東京：2014年9月、大阪：2014年10月） - メイリン 役
- シーラカンスプロデュースVol.2 W・シェイクスピア HUMAN 『ROMEO&JULIET』（2014年10月） - ジュリエット 役
- 音楽劇「朱と煤　aka to kuro」（2014年11月）
- 天才劇団バカバッカvol.15「ハッピー・ウエディング！」（2015年3月）
- ロウドクノチカラ第9回公演「マリアビートル」（2015年5月） - 王子慧 役
- 四谷怪談（2015年10月）
- THE BAMBI SHOW 〜1st STAGE〜（2016年7月6日 - 10日）
- SCHOOL STAGE『ここはグリーン・ウッド』（2019年7月19日 - 28日） - 蓮川すみれ 役
- 劇団岸野組「付喪、転じて仇となる」（2019年12月4日 - 8日）
- テンダープロプロデュース 朗読劇「遠き夏の日2025」（2025年8月24日〈予定〉）[101][102]

### テレビドラマ
- 美しい隣人（2011年、みなみ）
- 仮面ライダーギーツ 7話・30話・38話（2022年 - 2023年、ミツメ[103]）

### 映画
- 赤ちゃんの声が聞こえる
- イチゴジャム（トライシクルフィルム、庭月野議啓による自主制作作品）
- 世界の中心で、愛をさけぶ

### CM
- ハウス食品うまかっちゃん
- 熊本ゼミナール
- スポーツ報知

### その他コンテンツ
- チャレンジ1ねんせい 2012年度販促用DVD
- ノベルアプリ『RENT HEAD』（鳥兜アタリ[104]）
- ポコニャン&ドラえもん「ポンポコニャンでここほれニャンニャン!?」（太郎）
- オーディオブック『ある男』（悠人[105]）
- 森の戦士ボノロン2022年10月号　WEBえほん読み聞かせ役[106]
- パチスロ『ゼーガペイン2』（2022年、セフト[107]）

## ディスコグラフィ

### ミニアルバム
|     | 発売日       | タイトル  | 規格品番 |
| --- | ------------ | --------- | -------- |
| 1st | 2012年8月1日 | Afterglow | ALN-0001 |

### キャラクターソング
| 発売日   | 商品名                                                                             | 歌 | 楽曲 | 備考                                                                  |
| 2010年   | 2010年                                                                             | 2010年 | 2010年 | 2010年                                                                |
| -------- | ---------------------------------------------------------------------------------- | --- | --- | --------------------------------------------------------------------- |
| 7月21日  | 家庭教師ヒットマンREBORN! キャラクターアルバム SONG "RED" 〜famiglia〜             | 沢田綱吉（國分優香里）、バジル（寺崎裕香） | 「RIGHT NOW」 | テレビアニメ『家庭教師ヒットマンREBORN!』関連曲                       |
| 2012年   |                                                                                    | | |                                                                       |
| 1月25日  | イナズマイレブンGO キャラクターソング オリジナルアルバム                           | 松風天馬（寺崎裕香）、西園信助（戸松遥）、狩屋マサキ（泰勇気）、影山輝（藤村歩）、空野葵（北原沙弥香） | 「雷門中学校 校歌」 | テレビアニメ『イナズマイレブンGO』関連曲                              |
| 1月25日  | イナズマイレブンGO キャラクターソング オリジナルアルバム                           | 松風天馬（寺崎裕香） | 「そよかぜドリーム」 | テレビアニメ『イナズマイレブンGO』関連曲                              |
| 6月27日  | 戦国コレクション オリジナルサウンドトラック                                        | Rosary（寺崎裕香） | 「Misty moon」 | テレビアニメ『戦国コレクション』関連曲                                |
| 8月22日  | HUNTER×HUNTER キャラクターソング集〜天空闘技場編〜                                 | ズシ（寺崎裕香） feat.ウィング（関俊彦） | 「押忍！修行っす」 | テレビアニメ『HUNTER×HUNTER』関連曲                                   |
| 10月24日 | 手をつなごう                                                                       | 松風天馬（寺崎裕香）、剣城京介（大原崇）、空野葵（北原沙弥香） | 「手をつなごう」 | テレビアニメ『イナズマイレブンGO クロノ・ストーン』エンディングテーマ |
| 11月28日 | 『イナズマオールスターズ×TPK』キャラクターソングアルバム「マジで感謝！」           | 松風天馬（寺崎裕香）、神童拓人（斎賀みつき） | 「蒼き魂」 | 『イナズマイレブン』関連曲                                            |
| 11月28日 | 『イナズマオールスターズ×TPK』キャラクターソングアルバム「マジで感謝！」           | 円堂守（竹内順子）、松風天馬（寺崎裕香） | 「眩しい未来Yeah!!!」 | 『イナズマイレブン』関連曲                                            |
| 11月28日 | 『イナズマオールスターズ×TPK』キャラクターソングアルバム「マジで感謝！」           | 円堂守（竹内順子）、染岡竜吾（加瀬康之）、松風天馬（寺崎裕香）、剣城京介（大原崇）、神童拓人（斎賀みつき） | 「マジで感謝！ from イナズマオールスターズ」                                                                                | 『イナズマイレブン』関連曲                                            |
| 2013年   |                                                                                    | | |                                                                       |
| 2月6日   | 僕たちの城                                                                         | イナズマイレブンGOオールスターズ | 「僕たちの城」 | テレビアニメ『イナズマイレブンGO クロノ・ストーン』エンディングテーマ |
| 2月27日  | イナズマイレブンGO クロノ・ストーン キャラクターソング オリジナルアルバム          | 松風天馬（寺崎裕香）、雨宮太陽（江口拓也） | 「君だから。」 | テレビアニメ『イナズマイレブンGO クロノ・ストーン』関連曲             |
| 4月11日  | 英国探偵ミステリア サウンドトラック「ミステリアスシンフォニー」                    | ミス・ハドソン（寺崎裕香） | 「レディ・ミステリア」 | ゲーム『英国探偵ミステリア』オープニングテーマ                        |
| 5月16日  | 英国探偵ミステリア キャラソンCD vol.5 ミス・ハドソン「おませな☆レディ☆カスタード」 | ミス・ハドソン（寺崎裕香） | 「おませな☆レディ☆カスタード」                                                                                              | ゲーム『英国探偵ミステリア』関連曲                                    |
| 8月14日  | イナズマオールスターズ×TPKキャラクターソングアルバム「感動共有！」                 | 松風天馬（寺崎裕香）、フェイ・ルーン（木村亜希子） | 「いい風が吹いてキター！」                                                                                                  | 『イナズマイレブン』関連曲                                            |
| 8月14日  | イナズマオールスターズ×TPKキャラクターソングアルバム「感動共有！」                 | 松風天馬（寺崎裕香）、神童拓人（斎賀みつき）、井吹宗正（鈴木達央）、鉄角真（泰勇気） / コーラス：空野葵（北原沙弥香）、瀬戸水鳥（美名）、山菜茜（ゆりん）                                                                                      | 「感動共有！ from イナズマオールスターズ」                                                                                  | 『イナズマイレブン』関連曲                                            |
| 2014年   |                                                                                    | | | 『イナズマイレブン』関連曲                                            |
| 2月19日  | イナズマイレブンシリーズ5周年記念「本当にありがとう」                              | 円堂守（竹内順子）、豪炎寺修也（野島裕史）、鬼道有人（吉野裕行）、風丸一郎太（西墻由香）、吹雪士郎（宮野真守）、松風天馬（寺崎裕香）、神童拓人（斎賀みつき）、狩屋マサキ（泰勇気）、真名部陣一郎（野島裕史）                                   | 「またね…のキセツ」 | 『イナズマイレブン』関連曲                                            |
| 2月19日  | イナズマイレブンシリーズ5周年記念「本当にありがとう」                              | 円堂守（竹内順子）、壁山塀吾郎（田野めぐみ）、松風天馬（寺崎裕香）、剣城京介（大原崇）、西園信助（戸松遥）、狩屋マサキ（泰勇気）、影山輝（藤村歩）、空野葵（北原沙弥香）、木野秋（折笠富美子）、音無春奈（佐々木日菜子）、雷門夏未（小林沙苗） | 「雷門中学校 校歌」 | 『イナズマイレブン』関連曲                                            |
| 2月19日  | イナズマイレブンシリーズ5周年記念「本当にありがとう」                              | 松風天馬（寺崎裕香）、剣城京介（大原崇）、神童拓人（斎賀みつき）、西園信助（戸松遥）、霧野蘭丸（小林ゆう）、空野葵（北原沙弥香）、瀬戸水鳥（美名）、山菜茜（ゆりん）                                                                           | 「僕たちの城 」 | 『イナズマイレブン』関連曲                                            |
| 2月19日  | イナズマイレブンシリーズ5周年記念「本当にありがとう」                              | 円堂守（竹内順子）、松風天馬（寺崎裕香） | 「本当にありがとう！」 |                                                                       |
| 2021年   |                                                                                    | | |                                                                       |
| 9月18日  | ジャックジャンヌ VOCAL COLLECTION                                                  | 立花希佐（寺崎裕香）、高科更文（近藤孝行）、睦実介（笠間淳）、根地黒門（岸尾だいすけ）、白田美ツ騎（梶原岳人）、織巻寿々（内田雄馬）、世長創司郎（佐藤元）                                                                                     | 「Jack & Jeanne Of Quartz」                                                                                                 | ゲーム『ジャックジャンヌ』オープニングテーマ                          |
| 9月18日  | ジャックジャンヌ VOCAL COLLECTION                                                  | 立花希佐（寺崎裕香）、高科更文（近藤孝行）、睦実介（笠間淳）、根地黒門（岸尾だいすけ）、白田美ツ騎（梶原岳人）、織巻寿々（内田雄馬）、世長創司郎（佐藤元）                                                                                     | 「Fortune color is crystal!」 「なかつくにのキルツェ」 「Quartz Anima」                                                     | ゲーム『ジャックジャンヌ』挿入歌                                      |
| 9月18日  | ジャックジャンヌ VOCAL COLLECTION                                                  | 立花希佐（寺崎裕香）、織巻寿々（内田雄馬） | 「鈴かけの木をこえて」 | ゲーム『ジャックジャンヌ』挿入歌                                      |
| 9月18日  | ジャックジャンヌ VOCAL COLLECTION                                                  | 立花希佐（寺崎裕香）、根地黒門（岸尾だいすけ）、白田美ツ騎（梶原岳人）、織巻寿々（内田雄馬） | 「我らグレートガリオン」 | ゲーム『ジャックジャンヌ』挿入歌                                      |
| 9月18日  | ジャックジャンヌ VOCAL COLLECTION                                                  | 立花希佐（寺崎裕香）、白田美ツ騎（梶原岳人） | 「Ms. Robin」 「オー・ラマ・ハヴェンナ おお、愛するハヴェンナよ」 「淡色」                                                  | ゲーム『ジャックジャンヌ』挿入歌                                      |
| 9月18日  | ジャックジャンヌ VOCAL COLLECTION                                                  | 立花希佐（寺崎裕香）、高科更文（近藤孝行）、世長創司郎（佐藤元） | 「ハレル・ア〜友よ、わが神の名をさけべ〜」                                                                                  | ゲーム『ジャックジャンヌ』挿入歌                                      |
| 9月18日  | ジャックジャンヌ VOCAL COLLECTION                                                  | 立花希佐（寺崎裕香） | 「Departure」 「Over the wall」                                                                                             | ゲーム『ジャックジャンヌ』挿入歌                                      |
| 9月18日  | ジャックジャンヌ VOCAL COLLECTION                                                  | 立花希佐（寺崎裕香）、高科更文（近藤孝行）、睦実介（笠間淳）、根地黒門（岸尾だいすけ）、白田美ツ騎（梶原岳人）、織巻寿々（内田雄馬）、世長創司郎（佐藤元）                                                                                     | 「風が吹いたんだ」 | ゲーム『ジャックジャンヌ』エンディングテーマ                          |
| 9月18日  | ジャックジャンヌ VOCAL COLLECTION                                                  | 立花希佐（寺崎裕香）、高科更文（近藤孝行） | 「風が吹いたんだ」 | ゲーム『ジャックジャンヌ』エンディングテーマ                          |
| 9月18日  | ジャックジャンヌ VOCAL COLLECTION                                                  | 立花希佐（寺崎裕香）、睦実介（笠間淳） | 「風が吹いたんだ」 | ゲーム『ジャックジャンヌ』エンディングテーマ                          |
| 9月18日  | ジャックジャンヌ VOCAL COLLECTION                                                  | 立花希佐（寺崎裕香）、根地黒門（岸尾だいすけ） | 「風が吹いたんだ」 | ゲーム『ジャックジャンヌ』エンディングテーマ                          |
| 9月18日  | ジャックジャンヌ VOCAL COLLECTION                                                  | 立花希佐（寺崎裕香）、白田美ツ騎（梶原岳人） | 「風が吹いたんだ」 | ゲーム『ジャックジャンヌ』エンディングテーマ                          |
| 9月18日  | ジャックジャンヌ VOCAL COLLECTION                                                  | 立花希佐（寺崎裕香）、織巻寿々（内田雄馬） | 「風が吹いたんだ」 | ゲーム『ジャックジャンヌ』エンディングテーマ                          |
| 9月18日  | ジャックジャンヌ VOCAL COLLECTION                                                  | 立花希佐（寺崎裕香）、世長創司郎（佐藤元） | 「風が吹いたんだ」 | ゲーム『ジャックジャンヌ』エンディングテーマ                          |
| 2023年   |                                                                                    | | |                                                                       |
| 12月27日 | RVR〜ライジングボルテッカーズラップ〜                                              | リコ（鈴木みのり）、ロイ（寺崎裕香）、フリード（八代拓）、オリオ（佐倉綾音）、マードック（三宅健太）、モリー（真堂圭）、ランドウ（塾一久）、ぐるみん（青山吉能）                                                                               | 「RVR〜ライジングボルテッカーズラップ〜」                                                                                   | テレビアニメ『ポケットモンスター (2023)』エンディングテーマ           |
| 12月27日 | RVR〜ライジングボルテッカーズラップ〜                                              | リコ（鈴木みのり）、ロイ（寺崎裕香）、フリード（八代拓） | 「RVR〜ライジングボルテッカーズラップ〜 - フリードVer.」 「RVR〜ライジングボルテッカーズラップ〜 - フリードVer. PART2」     | テレビアニメ『ポケットモンスター (2023)』エンディングテーマ           |
| 12月27日 | RVR〜ライジングボルテッカーズラップ〜                                              | リコ（鈴木みのり）、ロイ（寺崎裕香）、オリオ（佐倉綾音） | 「RVR〜ライジングボルテッカーズラップ〜 - オリオVer.」 「RVR〜ライジングボルテッカーズラップ〜 - オリオVer. PART2」         | テレビアニメ『ポケットモンスター (2023)』エンディングテーマ           |
| 12月27日 | RVR〜ライジングボルテッカーズラップ〜                                              | リコ（鈴木みのり）、ロイ（寺崎裕香）、マードック（三宅健太） | 「RVR〜ライジングボルテッカーズラップ〜 - マードックVer.」 「RVR〜ライジングボルテッカーズラップ〜 - マードックVer. PART2」 | テレビアニメ『ポケットモンスター (2023)』エンディングテーマ           |
| 12月27日 | RVR〜ライジングボルテッカーズラップ〜                                              | リコ（鈴木みのり）、ロイ（寺崎裕香）、モリー（真堂圭） | 「RVR〜ライジングボルテッカーズラップ〜 - モリーVer.」 「RVR〜ライジングボルテッカーズラップ〜 - モリーVer. PART2」         | テレビアニメ『ポケットモンスター (2023)』エンディングテーマ           |
| 12月27日 | RVR〜ライジングボルテッカーズラップ〜                                              | リコ（鈴木みのり）、ロイ（寺崎裕香）、ランドウ（塾一久） | 「RVR〜ライジングボルテッカーズラップ〜 - ランドウVer.」 「RVR〜ライジングボルテッカーズラップ〜 - ランドウVer. PART2」     | テレビアニメ『ポケットモンスター (2023)』エンディングテーマ           |
| 12月27日 | RVR〜ライジングボルテッカーズラップ〜                                              | リコ（鈴木みのり）、ロイ（寺崎裕香）、ドット（青山吉能） | 「RVR〜ライジングボルテッカーズラップ〜 - ドットVer.」                                                                      | テレビアニメ『ポケットモンスター (2023)』エンディングテーマ           |
| 12月27日 | RVR〜ライジングボルテッカーズラップ〜                                              | リコ（鈴木みのり）、ロイ（寺崎裕香）、ぐるみん（青山吉能） | 「RVR〜ライジングボルテッカーズラップ〜 - ぐるみんVer.」                                                                    | テレビアニメ『ポケットモンスター (2023)』エンディングテーマ           |

### その他参加作品
| 発売日        | 商品名                       | 歌       | 楽曲     | 備考                                         |
| ------------- | ---------------------------- | -------- | -------- | -------------------------------------------- |
| 2023年9月20日 | 仮面ライダーギーツ SONG BEST | 寺崎裕香 | 「願い」 | 特撮テレビドラマ『仮面ライダーギーツ』挿入歌 |